# Zaikai
Les zaikai (財界) sont, au Japon, des organisations composées d'hommes d'affaires et de managers des grands conglomérats, du type des keiretsu.
Le terme peut faire notamment référence aux trois grandes associations économiques japonaises : le Keidanren, la Chambre de commerce et d'industrie du Japon (日本商工会議所, Nihon shōkō kaigisho) et le Keizai dōyūkai (経済同友会, traduit en anglais par « Japan Association of Corporate Executives »).
De façon générale, les zaikai s'opposent aux syndicats de salariés.